# Cohors I Frisiavonum

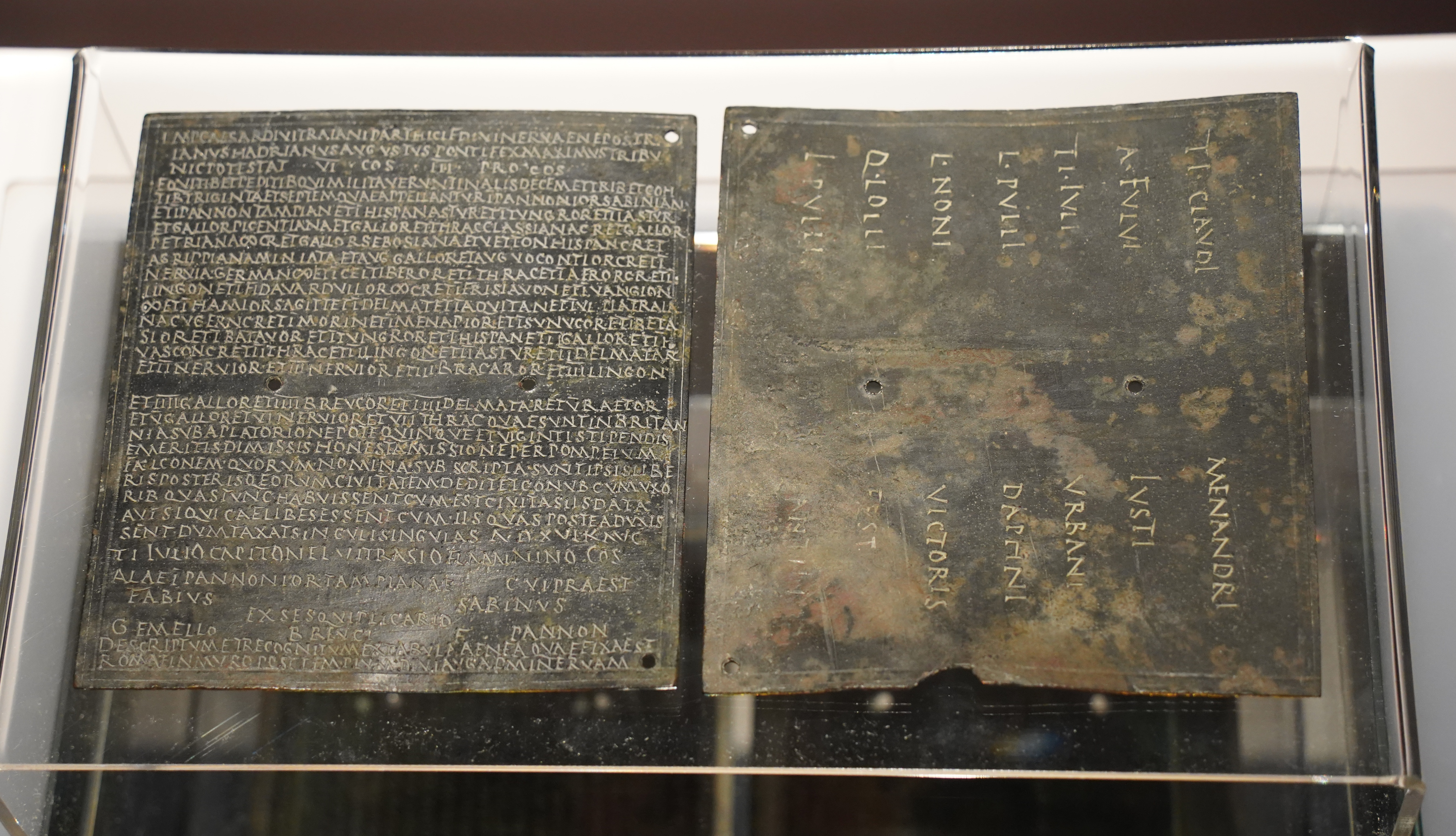
Das Militärdiplom des Jahres 122

Die Cohors I Frisiavonum (deutsch 1. Kohorte der Frisiavonen) war eine römische Auxiliareinheit. Sie ist durch Militärdiplome und Inschriften belegt. In einer Inschrift wird die Einheit als Cohors I Frixiavonum geschrieben, in der Notitia dignitatum als Cohors I Frixagorum.

## Namensbestandteile
- Frisiavonum: [der/aus] Frisiavonen. Die Soldaten der Kohorte wurden bei Aufstellung der Einheit aus dem germanischen Stamm der Frisiavonen rekrutiert.

Da es keine Hinweise auf die Namenszusätze milliaria (1000 Mann) und equitata (teilberitten) gibt, ist davon auszugehen, dass es sich um eine reine Infanterie-Kohorte (Cohors peditata) handelt. Die Sollstärke der Einheit lag bei 480 Mann, bestehend aus 6 Centurien mit jeweils 80 Mann.

## Geschichte
Der erste Nachweis der Einheit in der Provinz Britannia beruht auf einem Militärdiplom, das auf das Jahr 105 n. Chr. datiert ist. In dem Diplom wird die Kohorte als Teil der Truppen (siehe Britannisches Heer) aufgeführt, die in Britannien stationiert waren. Weitere Militärdiplome, die auf 122, 124, 158 und 178 datiert sind, belegen die Einheit in Britannien unter den Statthaltern Aulus Platorius Nepos, Gnaeus Iulius Verus und Ulpius Marcellus.
Letztmals erwähnt wird die Einheit mit der Bezeichnung Cohors I Frixagorum in der Notitia dignitatum unter der Leitung eines Tribuns für den Standort Vindobala (Rudchester).

## Standorte

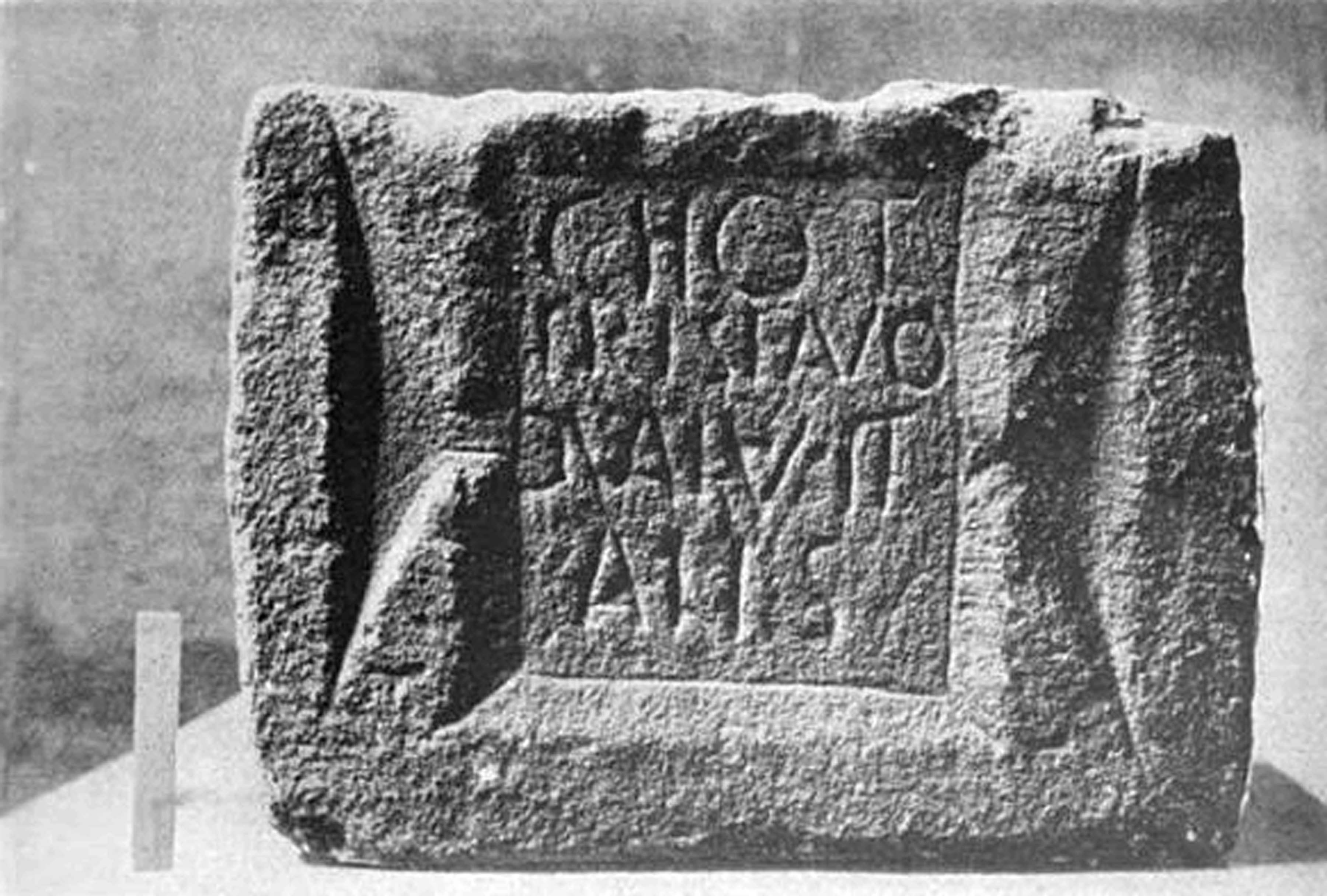
Bauinschrift des Centurios Valerius Vitalis (RIB 279)

Standorte der Kohorte in Britannien waren möglicherweise:
- Brocolitia (Carrawburgh): Eine Inschrift auf einem Altar weist auf die Anwesenheit (von Teilen) der Kohorte hin. In der Inschrift wird die Kohorte als Cohors I Frixiav(onum) bezeichnet. (RIB 1523)
- Mamucium (Manchester): Inschriften weisen auf die Anwesenheit (von Teilen) der Kohorte in Manchester hin (RIB 577–579), vermutlich um 160 n. Chr.[2]
- Melandra Castle: Eine Inschrift weist auf die Anwesenheit (von Teilen) der Kohorte hin (RIB 279).
- Vindobala (Rudchester): die Einheit wird in der Notitia dignitatum für diesen Standort aufgeführt. Darüber hinaus können der Kohorte 2 Inschriften (RIB 1395 und 1396) auf Altären zugeordnet werden, die ins 3. Jhd. zu datieren sind.[2]

## Kommandeure
Die folgenden Kommandeure der Einheit sind durch Inschriften bekannt. Sie standen im Range eines Präfekten.
- Publius Aelius Titullus (RIB 1395)
- Tiberius Claudius Decimus Cornelius Antonius (RIB 1396)